# VIII Всеукраїнська конференція КП(б)У
VIII Всеукраїнська конференція КП(б)У — конференція Комуністичної партії (більшовиків) України, що відбулася 12–16 травня 1924 року в Харкові.
На конференції були присутні 406 делегатів з ухвальним і 215 — з дорадчим голосом, які представляли 101 585 членів партії і кандидатів.

## Порядок денний конференції
1. Політичний звіт ЦК КП(б)У.
2. Організаційний звіт ЦК КП(б)У.
3. Звіт ЦКК РКП(б)і ЦКК КП(б)У.
4. Звіт Ревізійної комісії.
5. Про організацію товарообороту (внутрішня торгівля і кооперація).
6. Про роботу на селі.
7. Про роботу серед молоді.
8. Організаційні питання.
9. Вибори керівних органів КП(б)У.

## Керівні органи партії
Обрано Центральний Комітет у складі 31 члена та 8 кандидатів у члени ЦК, Центральну Контрольну комісію в складі 50 членів та 15 кандидатів, Ревізійну комісію КП(б)У в складі 3 членів.

## Члени ЦК КП(б)У
- Буздалін Сергій Феоктистович
- Булат Іван Лазарович
- Владимирський Михайло Федорович
- Гаврилін Іван Дмитрович
- Жуковський Йосип Гаврилович
- Затонський Володимир Петрович
- Іванов Андрій Васильович
- Іванов Василь Іванович
- Картвелішвілі Лаврентій Йосипович
- Квірінг Емануїл Йонович
- Кіркіж Купріян Осипович
- Клименко Іван Євдокимович
- Корнюшин Федір Данилович
- Криницький Олександр Іванович
- Кураженко-Вишняков Іван Дем'янович
- Ляксуткін Федір Пилипович
- Ляпін Зиновій Федорович
- Мальцев Петро Іванович
- Мануїльський Дмитро Захарович
- Медведєв Олексій Васильович
- Петровський Григорій Іванович
- Поляков Василь Васильович
- Радченко Андрій Федорович
- Рухимович Мойсей Львович
- Скрипник Микола Олексійович
- Угаров Федір Якович
- Холявський Борис Матвійович
- Чубар Влас Якович
- Шліхтер Олександр Григорович
- Шумський Олександр Якович
- Ястребов Григорій Герасимович

## Кандидати в члени ЦК КП(б)У
- Гринько Григорій Федорович
- Гулий Костянтин Макарович
- Демченко Микола Нестерович
- Єрмощенко Веніамін Йосипович
- Козлов Сергій Кононович
- Магідов Борис Йосипович
- Маркітан Павло Пилипович
- Таран І. М.

## Члени Центральної Контрольної комісії КП(б)У
- Акулов Іван Олексійович
- Андрющенко А. С.
- Ачканов Федір Павлович
- Будаєв Павло Антонович
- Волков І. І.
- Волков Олександр Васильович
- Гайгашкін В. А.
- Герасимов Микола Іванович
- Горбань Михайло Карпович
- Графов
- Грязєв Іван Якович
- Гуров О. Є.
- Дубовий Наум Іпатійович
- Дудник Яким Минович
- Ернс А.
- Завіцький Герман Михайлович
- Зайцев Федір Іванович
- Киричков Леонтій Федорович
- Корнєєв Ілля Ілліч
- Кошаченко Ю. С.
- Кошелєв Семен Дмитрович
- Кремницький Федір Іванович
- Кристаловський Йосип Олександрович
- Лебідь Дмитро Захарович
- Лешко Михайло Степанович
- Мальков
- Мироненко К. Г.
- Муценек Ян Янович
- Новохатський Г. М.
- Павнін Г. А.
- Передельський Єгор Романович
- Покко Сильвестр Іванович
- Постишев Павло Петрович
- Пукіс Карл Мартинович
- Рибніков Нісен Йосипович
- Романов Георгій Іванович
- Сухомлин Кирило Васильович
- Татько Пилип Петрович
- Терехов Роман Якович
- Ценов І. А.
- Цитович Адольф Венедиктович
- Черемковський А. В.
- Черепаха
- Чернишов Г. В.
- Чернокожев
- Чигрин М. А.
- Шведов І. Л.
- Шишко Михайло Іванович
- Щербаков Тихон Павлович
- Щетинін Д. П.

## Кандидати в члени Центральної Контрольної комісії КП(б)У
- Афонін В. Л.
- Бондаренко І. П.
- Буднякін І. І.
- Буркш З. П.
- Буценко Панас Іванович
- Височиненко Семен Дмитрович
- Загребельний Марко Нестерович
- Іванова І. І.
- Кричевська
- Нестеренко Лаврін Митрофанович
- Осипов А. Т.
- Парамонова В. І.
- Сорокін С. А.
- Чернов Микита Васильович
- Яковенко І. М.

## Члени Ревізійної комісії КП(б)У
- Гальперін Рудольф Володимирович
- Познанський Яків Мойсейович
- Равич-Черкаський Мойсей Юхимович

## Зміни складу ЦК у період між конференціями (з'їздами)
10—13 січня 1925 року на Пленумі ЦК КП(б)У з членів ЦК вибули Картвелішвілі Лаврентій Йосипович, Криницький Олександр Іванович та Мануїльський Дмитро Захарович, переведені з кандидатів в члени ЦК Гринько Григорій Федорович, Козлов Сергій Кононович і Таран І. М.